# Discografia de Hilary Duff
A discografia de Hilary Duff, uma cantora e compositora de música pop estadunidense, compreende cinco álbuns de estúdio, sendo um deles natalino, três coletâneas, dois álbuns ao vivo, dois extended plays, quatro DVDs, três trilhas sonoras e um álbum especial, além de treze singles, nove singles promocionais e dezesseis outras aparições em álbuns. Hilary começou sua carreira como atriz em pequenos papéis, ficando conhecida em 2001 ao interpretar a protagonista da série Lizzie McGuire. Em 2002, gravou "I Can't Wait", uma cover de Brooke McClymont para trilha sonora de Lizzie McGuire, e "The Tiki Tiki Tiki Room", para primeira coletânea do DisneyMania. Metamorphosis, lançado em agosto de 2003 foi o segundo álbum de estúdio de Hilary e vendeu 3.7 milhões de cópias nos Estados Unidos. Ela lançou o terceiro álbum intitulado Hilary Duff em setembro de 2004, contendo músicas pop similares ao seu antecessor e incorporou sons mais rock. Most Wanted, sua primeira coletânea, foi lançada em agosto de 2005 e fez sucesso em paradas internacionais. O quarto álbum de estúdio de Hilary é Dignity, lançado em Abril de 2007. Em fevereiro de 2007, a cantora já tinha vendido mais de vinte milhões de álbuns em todo o mundo. No final de 2008, foi lançado Best of Hilary Duff, uma compilação com duas músicas inéditas, "Holiday" e "Reach Out". Em 2009, lançou um single para a trilha sonora do filme What Goes Up, intitulado "Any Other Day". Após um hiato de cinco anos da música, em 2014 lançou os singles "Chasing the Sun" e "All About You", com um estilo de música diferente, o folk pop. Em 13 de maio de 2015, divulgou o seu até então novo álbum "Breathe In. Breathe Out.", e a data prevista de seu lançamento, em 16 de junho.

## Álbuns

### Álbuns de estúdio
| Detalhes | Melhores posições atingidas | Melhores posições atingidas | Melhores posições atingidas | Melhores posições atingidas | Melhores posições atingidas | Melhores posições atingidas | Melhores posições atingidas | Melhores posições atingidas | Melhores posições atingidas | Melhores posições atingidas | Vendas                                   | Certificações                                                                          |
| Detalhes | EUA                         | AUS                         | CAN                         | ESP                         | HOL                         | IRL                         | ITA                         | JAP                         | NZL                         | UK                          | Vendas                                   | Certificações                                                                          |
| --- | --------------------------- | --------------------------- | --------------------------- | --------------------------- | --------------------------- | --------------------------- | --------------------------- | --------------------------- | --------------------------- | --------------------------- | ---------------------------------------- | -------------------------------------------------------------------------------------- |
| Metamorphosis - Lançamento: 26 de agosto de 2003 - Gravadora: Hollywood Records - Formatos: CD, download digital     | 1                           | 19                          | 1                           | —                           | 10                          | 41                          | —                           | 9                           | 20                          | 69                          | - : 5.000.000+ - : 500.000 - : 3.961.000 | - EUA: 3× Platina - ARG: Ouro - AUS: Platina - CAN: 4× Platina - JAP: Ouro - MEX: Ouro |
| Hilary Duff - Lançamento: 28 de setembro de 2004 - Gravadora: Hollywood Records - Formatos: CD, download digital     | 2                           | 6                           | 1                           | 83                          | 16                          | —                           | —                           | 5                           | 14                          | —                           | - : 4.500.000 - : 1.799.000 - : 300.000  | - EUA: Platina - AUS: Platina - CAN: 3× Platina - JAP: Ouro                            |
| Dignity - Lançamento: 3 de abril de 2007 - Gravadora: Hollywood Records - Formatos: CD, download digital             | 3                           | 17                          | 3                           | 12                          | —                           | 10                          | 8                           | 12                          | 31                          | 25                          | - : 1.500.000 - : 500.000                | - EUA: Ouro - ARG: Platina - IRL: Ouro - ITA: Ouro                                     |
| Breathe In. Breathe Out. - Lançamento: 12 de junho de 2015 - Gravadora: RCA Records - Formatos: CD, download digital | 5                           | 4                           | 5                           | 19                          | —                           | —                           | 78                          | —                           | 29                          | 91                          | - : 50,000                               |                                                                                        |
| "—" denota álbuns que não entraram nas paradas musicais ou não foram lançados no país.                               |                             |                             |                             |                             |                             |                             |                             |                             |                             |                             |                                          |                                                                                        |

### Álbuns de compilação
| Detalhes | Melhores posições atingidas | Melhores posições atingidas | Melhores posições atingidas | Melhores posições atingidas | Melhores posições atingidas | Melhores posições atingidas | Melhores posições atingidas | Melhores posições atingidas | Melhores posições atingidas | Melhores posições atingidas | Vendas                                              | Certificações                                                                                                  |
| Detalhes | EUA                         | AUS                         | CAN                         | ESP                         | HOL                         | IRL                         | ITA                         | JAP                         | NZL                         | UK                          | Vendas                                              | Certificações                                                                                                  |
| --- | --------------------------- | --------------------------- | --------------------------- | --------------------------- | --------------------------- | --------------------------- | --------------------------- | --------------------------- | --------------------------- | --------------------------- | --------------------------------------------------- | --- |
| Most Wanted - Lançamento: 16 de agosto de 2005 - Gravadora: Hollywood Records - Formatos: CD, download digital           | 1                           | 3                           | 1                           | 43                          | 51                          | 8                           | 6                           | 3                           | 10                          | 31                          | - : 3.000.000 - : 1.400.000 - : 200.000 - : 100.000 | - EUA: Platina - AUS: Platina - AUS: Platina - CAN: 2× Platina - IRL: Ouro - JAP: Ouro - MEX: Ouro - UK: Prata |
| 4ever [A] - Lançamento: 4 de agosto de 2006 - Gravadora: Hollywood Records - Formatos: CD, download digital              | —                           | —                           | —                           | —                           | —                           | —                           | 13                          | —                           | —                           | —                           |                                                     | |
| Best of Hilary Duff - Lançamento: 11 de novembro de 2008 - Gravadora: Hollywood Records - Formatos: CD, download digital | 125                         | —                           | 86                          | —                           | —                           | —                           | 41                          | 12                          | —                           | 144                         |                                                     | |
| "—" denota álbuns que não entraram nas paradas musicais ou não foram lançados no país.                                   |                             |                             |                             |                             |                             |                             |                             |                             |                             |                             |                                                     | |

Notas
- A ^ Lançado apenas na Itália.

### Álbuns de natal
| Santa Claus Lane - Lançamento: 15 de outubro de 2002 - Gravadora: Walt Disney Records - Formatos: CD, download digital | 154 | — | — | — | — | — | — | 134 | — | — | - : 2.000.000 - : 477,000 | - EUA: Ouro |
| "—" denota álbuns que não entraram nas paradas musicais ou não foram lançados no país.                                 |     |   |   |   |   |   |   |     |   |   |                           |             |

### Álbuns ao vivo
| Álbum | Melhores posições | Notas                                                                 |
| Álbum | CAN               | Notas                                                                 |
| --- | ----------------- | --------------------------------------------------------------------- |
| The Girl Can Rock - Lançamento: 8 de Agosto de 2004 - Formatos: CD+DVD, download digital - Gravadora: Hollywood Records                                  | —                 | - Lançado apenas no Japão trazendo como bônus o DVD com mesmo título. |
| Live at Gibson Amphitheatre August 15th, 2007 - Lançamento: 23 de Novembro de 2009 - Formatos: CD+DVD em download digital - Gravadora: Hollywood Records | 198               | - Lançado apenas no iTunes nos Estados Unidos.                        |
| "—" denota álbuns que não entraram nas paradas musicais ou não foram lançados no país.                                                                   |                   |                                                                       |

### Extended plays (EPs)
| Ano  | EP / Detalhes |
| ---- | --- |
| 2003 | Metamorphosis Remixes - Lançamento: 18 de novembro de 2003 - Formatos: EP, download digital - Gravadora: Hollywood Records |
| 2007 | Dignity Remix - Lançamento: 3 de abril de 2007 - Formatos: EP, download digital - Gravadora: Hollywood Records             |

### Bandas sonoras
| Ano                                                                                    | Álbum | Melhores Posições | Melhores Posições | Melhores Posições | Melhores Posições | Melhores Posições | Vendas                                  | Certificações                              |
| Ano                                                                                    | Álbum | EUA               | EUA OST           | EUA Kids          | AUS               | CAN               | Vendas                                  | Certificações                              |
| -------------------------------------------------------------------------------------- | --- | ----------------- | ----------------- | ----------------- | ----------------- | ----------------- | --------------------------------------- | ------------------------------------------ |
| 2002                                                                                   | Lizzie McGuire - Lançamento: 13 de agosto de 2002 - Formatos: CD, download digital - Gravadora: Walt Disney Records          | 31                | 2                 | —                 | —                 | —                 | - : 1.000.000                           | - RIAA: Platina                            |
| 2003                                                                                   | The Lizzie McGuire Movie - Lançamento: 22 de abril de 2003 - Formatos: CD, download digital - Gravadora: Walt Disney Records | 6                 | 1                 | 4                 | 6                 | 8                 | - : 3.000.000 - : 2.000.000 - : 100.000 | - RIAA: 2× Platina - Music Canada: Platina |
| 2004                                                                                   | A Cinderella Story - Lançamento: 13 de julho de 2004 - Formatos: CD, download digital - Gravadora: Hollywood Records         | 9                 | 1                 | —                 | 37                | 3                 | - : 1.000.000 - : 500.000               | - RIAA: Ouro                               |
| "—" denota álbuns que não entraram nas paradas musicais ou não foram lançados no país. | |                   |                   |                   |                   |                   |                                         |                                            |

### Outros álbuns
| Ano                                                                                    | Álbum | Melhores Posições | Melhores Posições | Melhores Posições | Vendas                                                         |
| Ano                                                                                    | Álbum | EUA               | EUA OST           | EUA Kids          | Vendas                                                         |
| -------------------------------------------------------------------------------------- | --- | ----------------- | ----------------- | ----------------- | -------------------------------------------------------------- |
| 2004                                                                                   | Lizzie McGuire Total Party! - Lançamento: 31 de agosto de 2004 - Formatos: CD, download digital - Gravadora: Walt Disney Records | 146               | 10                | 2                 | - Contém remixes e karaokê da trilha sonora de Lizzie McGuire. |
| 2005                                                                                   | Disney Artist Karaoke Series: Hilary Duff - Lançamento: 12 de maio de 2005 - Formatos: CD, download digital - Gravadora: EMI     | —                 | —                 | —                 | - Álbum karaokê.                                               |
| "—" denota álbuns que não entraram nas paradas musicais ou não foram lançados no país. | |                   |                   |                   |                                                                |

## Singles

### Como artista principal
| Ano                                                                                     | Single                                         | Melhores posições | Melhores posições | Melhores posições | Melhores posições | Melhores posições | Melhores posições | Melhores posições | Melhores posições | Melhores posições | Melhores posições | Melhores posições | Certificação    | Álbum                    |
| Ano                                                                                     | Single                                         | EUA               | EUA Pop           | EUA Dance         | AUS               | CAN               | ESP               | HOL               | ITA               | JAP               | NZL               | UK                | Certificação    | Álbum                    |
| --------------------------------------------------------------------------------------- | ---------------------------------------------- | ----------------- | ----------------- | ----------------- | ----------------- | ----------------- | ----------------- | ----------------- | ----------------- | ----------------- | ----------------- | ----------------- | --------------- | ------------------------ |
| 2003                                                                                    | "Why Not"                                      | —                 | —                 | —                 | 14                | —                 | —                 | 22                | —                 | 72                | 15                | —                 |                 | Metamorphosis            |
| 2003                                                                                    | "So Yesterday"                                 | 42                | 15                | —                 | 8                 | 2                 | —                 | 4                 | —                 | 15                | 23                | 9                 | - ARIA: Platina | Metamorphosis            |
| 2004                                                                                    | "Come Clean"                                   | 35                | 9                 | —                 | 17                | 7                 | —                 | 9                 | —                 | —                 | 17                | 18                | - RIAA: Ouro    | Metamorphosis            |
| 2004                                                                                    | "Little Voice" [B]                             | —                 | —                 | —                 | 29                | —                 | —                 | 80                | —                 | —                 | —                 | —                 |                 | Metamorphosis            |
| 2004                                                                                    | "Our Lips Are Sealed" (featuring. Haylie Duff) | —                 | —                 | —                 | 8                 | 7                 | —                 | —                 | —                 | 73                | —                 | —                 |                 | A Cinderella Story       |
| 2004                                                                                    | "Fly" [C]                                      | 102               | 29                | —                 | 21                | —                 | —                 | 32                | 13                | 24                | 24                | 20                |                 | Hilary Duff              |
| 2005                                                                                    | "Someone's Watching Over Me" [B]               | —                 | —                 | —                 | 22                | —                 | —                 | —                 | —                 | —                 | —                 | —                 |                 | Hilary Duff              |
| 2005                                                                                    | "Wake Up"                                      | 29                | 22                | —                 | 15                | —                 | 9                 | 32                | 2                 | 14                | 24                | 7                 | - RIAA: Ouro    | Most Wanted              |
| 2005                                                                                    | "Beat Of My Heart"                             | —                 | —                 | —                 | 13                | —                 | 17                | —                 | 8                 | 52                | —                 | —                 |                 | Most Wanted              |
| 2006                                                                                    | "Play With Fire"                               | —                 | —                 | 31                | —                 | —                 | —                 | —                 | —                 | —                 | —                 | —                 |                 | Dignity                  |
| 2007                                                                                    | "With Love"                                    | 24                | 17                | 1                 | 22                | 16                | 6                 | 91                | 8                 | 22                | 27                | 29                |                 | Dignity                  |
| 2007                                                                                    | "Stranger"                                     | 97                | 83                | 1                 | 49                | 86                | 13                | —                 | 86                | —                 | —                 | 102               |                 | Dignity                  |
| 2008                                                                                    | "Reach Out"                                    | —                 | —                 | 1                 | 51                | —                 | 72                | —                 | 3                 | —                 | —                 | 193               |                 | Best of Hilary Duff      |
| 2014                                                                                    | "Chasing the Sun"                              | 79                | -                 | -                 | 59                | 72                | -                 | -                 | -                 | -                 | -                 | -                 |                 | Breathe In. Breathe Out. |
| 2014                                                                                    | "All About You"                                | -                 | -                 | -                 | 95                | 100               | -                 | -                 | -                 | -                 | -                 | -                 |                 | Breathe In. Breathe Out. |
| 2015                                                                                    | "Sparks"                                       | 93                | —                 | —                 | —                 | 63                | —                 | —                 | —                 | —                 | —                 | —                 |                 | Breathe In. Breathe Out. |
| "—" denota singles que não entraram nas paradas musicais ou não foram lançados no país. |                                                |                   |                   |                   |                   |                   |                   |                   |                   |                   |                   |                   |                 |                          |

Notas
- B ^ Lançado apenas na Austrália.
- C ^ "Fly" não pontuou na Billboard Hot 100, mas atingiu a posição de número dois na Billboard Bubbling Under Hot 100 Singles.

### Singles promocionais
| Ano                                                                                     | Canção                                                             | Álbum                    | Nota                                                                  |
| --------------------------------------------------------------------------------------- | ------------------------------------------------------------------ | ------------------------ | --------------------------------------------------------------------- |
| 2002                                                                                    | "I Can't Wait"                                                     | Lizzie McGuire           | - Lançado em junho de 2002, apenas na radio Disney nos Estados Unidos |
| 2002                                                                                    | "Tell Me a Story (About the Night Before)" (featuring. Lil' Romeo) | Santa Claus Lane         | - Lançado em outubro de 2002.                                         |
| 2002                                                                                    | "Santa Claus Lane"                                                 | Santa Claus Lane         | - Lançado em outubro de 2002.                                         |
| 2003                                                                                    | "What Dreams Are Made Of"                                          | The Lizzie McGuire Movie | - Lançado apenas na radio Disney nos Estados Unidos                   |
| 2004                                                                                    | "The Getaway"                                                      | Hilary Duff              | - Lançado em novembro de 2004, apenas nos Estados Unidos e Canadá     |
| 2004                                                                                    | "I Am"                                                             | Hilary Duff              | - Lançado em dezembro de 2004.                                        |
| 2004                                                                                    | "Weird"                                                            | Hilary Duff              | - Lançado em dezembro de 2004, apenas na Espanha                      |
| 2005                                                                                    | "Jericho"                                                          | Hilary Duff              | - Uma versão remixada foi lançado em 2005, apenas na China            |
| 2006                                                                                    | "Supergirl"                                                        | Most Wanted              | - Lançado em fevereiro de 2006, apenas no iTunes                      |
| 2007                                                                                    | "Gypsy Woman"                                                      | Dignity                  |                                                                       |
| "—" denota singles que não entraram nas paradas musicais ou não foram lançados no país. |                                                                    |                          |                                                                       |

### Outras canções nas paradas
| Ano  | Single           | Posições | Álbum            |
| Ano  | Single           | COR      | Álbum            |
| ---- | ---------------- | -------- | ---------------- |
| 2010 | "Last Christmas" | 185      | Santa Claus Lane |

## Outras aparições

### Como artista convidada
| Ano  | Canção           | Artista                        | Álbum         |
| ---- | ---------------- | ------------------------------ | ------------- |
| 2004 | "Circle of Life" | Disney Channel Circle of Stars | DisneyMania 2 |

### Coletâneas diversas
| Ano  | Canção                                     | Outro(s) artista(a) | Álbum                      |
| ---- | ------------------------------------------ | ------------------- | -------------------------- |
| 2002 | "The Tiki Tiki Tiki Room"                  | —                   | Disneymania                |
| 2004 | "The Siamese Cat Song"                     | Haylie Duff         | DisneyMania 2              |
| 2004 | "Santa Claus Lane"                         | —                   | Radio Disney - Jingle Jams |
| 2005 | "The Siamese Cat Song (Cat-Scratch Remix)" | Haylie Duff         | DisneyRemixMania           |
| 2005 | "Our Lips Are Sealed"                      | Haylie Duff         | Disney Girlz Rock          |
| 2006 | "(I'll Give) Anything but Up!"             | —                   | Marlo Thomas & Friends     |
| 2006 | "Material Girl"                            | Haylie Duff         | Girl Next Vol.1            |
| 2008 | "With Love"                                | —                   | Disney Girlz Rock, Vol. 2  |

### Trilhas sonoras
| Ano  | Canção                                  | Álbum             |
| ---- | --------------------------------------- | ----------------- |
| 2006 | "Material Girl" (featuring Haylie Duff) | Material Girls    |
| 2006 | "Play With Fire"                        | Material Girls    |
| 2006 | "Happy"                                 | Material Girls    |
| 2008 | "I Want To Blow You Up"                 | War, Inc.         |
| 2008 | "Boom Boom Bang Bang"                   | War, Inc.         |
| 2008 | "Phone Cut Out"                         | War, Inc.         |
| 2009 | "Any Other Day"                         | What Goes Up      |
| 2013 | "I'm The Best"                          | Dora the Explorer |

## DVDs
| Ano  | Álbum | Detalhes | Certificações                                 |
| ---- | --- | --- | --------------------------------------------- |
| 2003 | All Access Pass - Lançamento: 4 de novembro de 2003 - Formato: DVD, digital download - Gravadora: Hollywood Records                            | - Bastidores de gravação do álbum Metamorphosis. Concerto ao vivo no Sessions@AOL. Videoclipes "Why Not", "So Yesterday" e "I Can't Wait". | - RIAA: 2× Platina - Music Canada: 5× Platina |
| 2004 | The Girl Can Rock - Lançamento: 8 de agosto de 2004 - Formato: DVD, digital download - Gravadora: Hollywood Records                            | - Concerto ao vivo da Metamorphosis Tour.                                                                                                  | - Music Canada: 5× Platina                    |
| 2004 | Learning to Fly - Lançamento: 16 de novembro de 2004 - Formato: DVD, digital download - Gravadora: Hollywood Records                           | - Bastidores da gravação do videoclipe "Fly" e da turnê Most Wanted Tour. Videoclipe completo.                                             | - Music Canada: 2× Platina                    |
| 2006 | 4ever - Lançamento: 12 de maio de 2006 - Formato: DVD, digital download - Gravadora: Hollywood Records                                         | - Concerto ao vivo e videoclipes da carreira. Lançado apenas na Itália.                                                                    |                                               |
| 2009 | Live at Gibson Amphitheatre August 15th, 2007 - Lançamento: 23 de Novembro de 2009 - Formatos: Download digital - Gravadora: Hollywood Records | - Concerto ao vivo da Dignity Tour Lançado apenas no iTunes.                                                                               |                                               |

## Videoclipes

### Como artista principal
| Ano  | Canção                                                             | Diretor         |
| ---- | ------------------------------------------------------------------ | --------------- |
| 2002 | "I Can't Wait"                                                     |                 |
| 2002 | "Tell Me a Story (About the Night Before)" (featuring. Lil' Romeo) |                 |
| 2002 | "Santa Claus Lane"                                                 |                 |
| 2003 | "What Dreams Are Made Of" [D]                                      | Jim Fall        |
| 2003 | "Why Not"                                                          | Elliott Lester  |
| 2003 | "So Yesterday"                                                     | Chris Applebaum |
| 2004 | "Come Clean"                                                       | Dave Meyers     |
| 2004 | "Anywhere But Here"                                                |                 |
| 2004 | "Little Voice" (ao vivo)                                           | Stuart Radford  |
| 2004 | "Our Lips Are Sealed" (featuring. Haylie Duff)                     | Chris Applebaum |
| 2004 | "Fly"                                                              | Chris Applebaum |
| 2005 | "Someone's Watching Over Me" [E]                                   | Sean McNamara   |
| 2005 | "Wake Up"                                                          | Marc Webb       |
| 2005 | "Beat of My Heart"                                                 | Phil Harder     |
| 2006 | "Play With Fire"                                                   | Alex and Martin |
| 2007 | "With Love"                                                        | Matthew Rolston |
| 2007 | "Stranger"                                                         | Fatima Robinson |
| 2008 | "Reach Out"(featuring. The Prophet)                                | Philip Andelman |
| 2014 | "Chasing the Sun"                                                  | -               |
| 2014 | "All About You"                                                    |                 |
| 2015 | "Sparks"                                                           |                 |
| 2015 | "Tatoo" (Acoustic Version)                                         | Hilary Duff     |

Notas
- D ^ Gravado a partir das cenas do filme The Lizzie McGuire Movie.
- E ^ Gravado a partir das cenas do filme Raise Your Voice.

### Videoclipes cancelados
| Ano  | Canção                      | Diretor |
| ---- | --------------------------- | ------- |
| 2004 | "The Getaway" [F]           | Nenhum  |
| 2006 | "Material Girl" [G]         | Nenhum  |
| 2007 | "Gypsy Woman" [H]           | Nenhum  |
| 2008 | "I Want To Blow You Up" [I] | Nenhum  |

Notas
- F ^ Cancelado pela gravadora.
- G ^ Seria gravado para trilha sonora do filme Material Girls em 2006, mas foi cancelado por que ela estava ocupada com a gravação do novo álbum.
- H ^ Cancelado pela gravadora.
- I ^ Gravado em dezembro de 2006 para a trilha sonora do filme War, Inc., mas nunca foi lançado.

### Como artista convidada
| Ano  | Canção           | Artista                        | Diretor |
| ---- | ---------------- | ------------------------------ | ------- |
| 2004 | "Circle Of Life" | Disney Channel Circle of Stars |         |